# Tender Lover
Tender Lover è il secondo album in studio del cantante e produttore statunitense Babyface, pubblicato nel 1989.

## Tracce
1. It's No Crime – 4:02
2. Tender Lover – 4:19
3. Let's Be Romantic – 5:01
4. Can't Stop My Heart – 4:31
5. My Kinda Girl – 4:39
6. Where Will You Go [Prelude] – 0:40
7. Whip Appeal – 5:49
8. Soon as I Get Home – 5:09
9. Given a Chance – 4:21
10. Sunshine – 5:11
11. Where Will You Go – 5:09